# Tiananmenplein
Het Tiananmenplein (vereenvoudigd Chinees: 天安门广场; traditioneel Chinees: 天安門廣場; pinyin: Tiānānmén ɡuǎnɡchǎnɡ), in het Nederlands vaak Plein van de Hemelse Vrede genoemd, is een plein in de Chinese hoofdstad Peking. Het plein is 765 meter lang en 282 meter breed. Het plein is vernoemd naar de Tiananmen (letterlijk Hemelvredepoort of vertaald uit het diplomatieke Frans: de Poort van de Hemelse Vrede) die aan het plein gelegen is.

## Aanleg

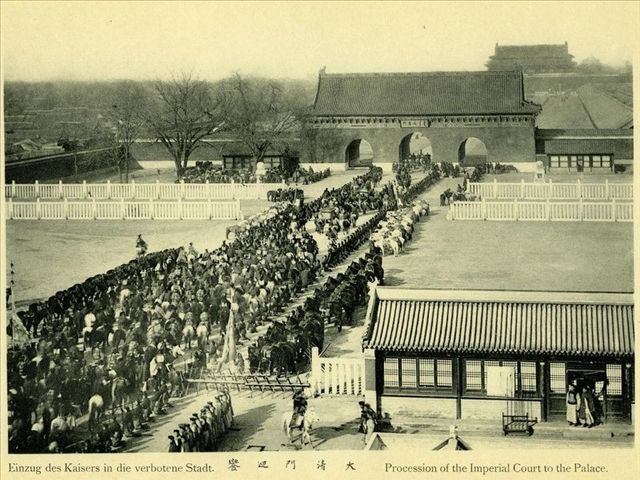
Processie door de verdwenen poort van China

De reusachtige dimensies van het plein dateren van na de stichting van de Volksrepubliek China in 1949. Bij de toenmalige werkzaamheden ging een deel van het oude stadshart tegen de vlakte. De Zhonghuamen (poort van China), die voordien op het midden van het plein stond, werd in 1954 afgebroken. Na de dood van Mao Zedong werd op dezelfde plaats een mausoleum voor hem gebouwd.

Oud stadsplan. Het plein beslaat de ruimte tussen Tienanmen en Zhengyangmen

## Gebouwen

### Poort van de Hemelse Vrede

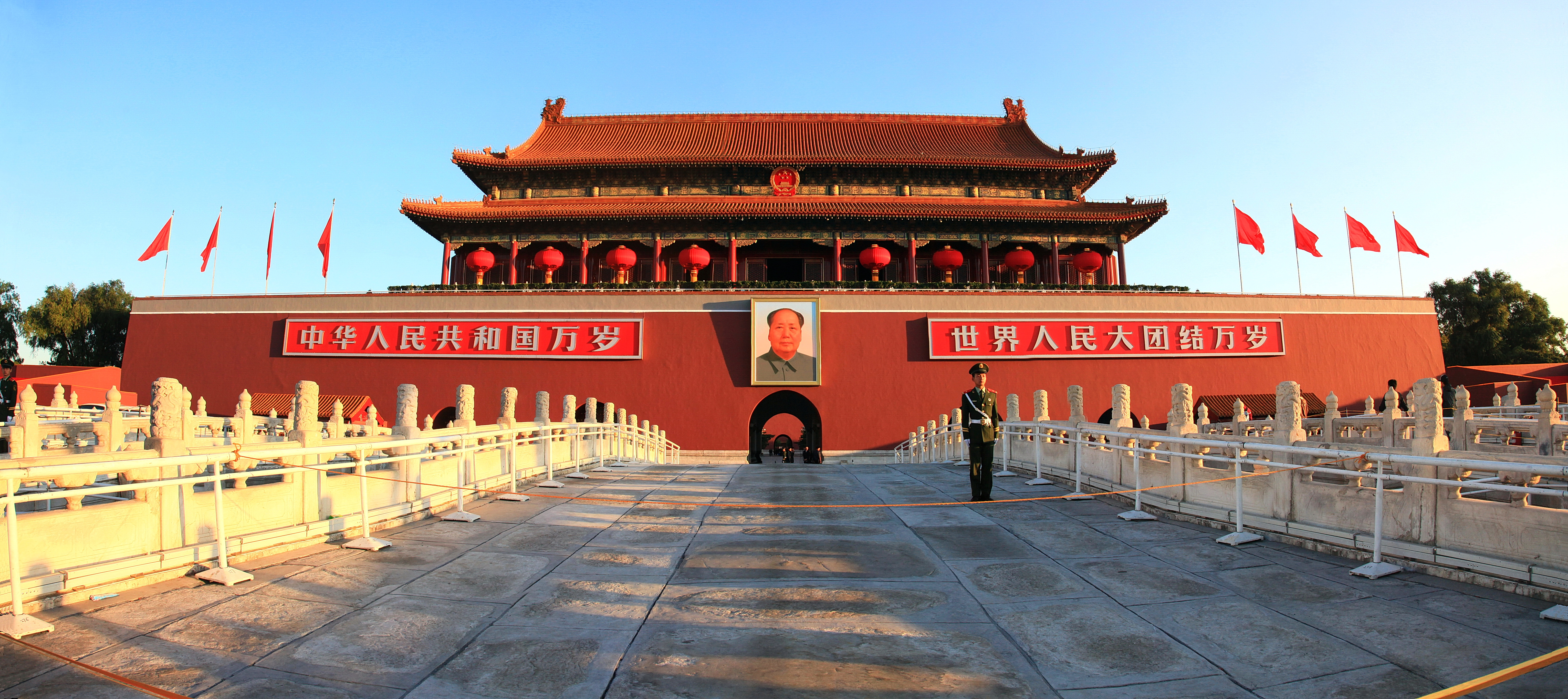
Poort van de Hemelse Vrede (Tiananmen)

Tiananmen (Hemelvredepoort), dat nu het staatssymbool van de Volksrepubliek is, dateert uit 1417 en heette toen de Poort van het Keizerrijk. De poort gaf toegang tot de erachter gelegen Keizerlijke Stad, waarbinnen de Verboden Stad ligt met het oude keizerlijk paleis en het Zhongnanhai, een oude paleistuin en tegenwoordig een partij- en regeringscomplex. De poort was van hout en brandde tot twee keer toe af. Na de brandschade in 1465 werd de poort van steen gemaakt. De tweede keer werd de poort herbouwd in 1651.
Hier proclameerde Mao op 1 oktober 1949 de Volksrepubliek China. 
Op de voorkant, boven de poortdoorgang, hangt het portret van voorzitter Mao. Het werd op 7 juli 1949 aangebracht om de overwinning te vieren in de Tweede Chinees-Japanse Oorlog. Elk jaar op 1 oktober wordt het vernieuwd, vanwege de smog. Dit gebeurt sinds 1977 door telkens dezelfde schilder, Ge Xiaoguang. Af en toe wordt dit portret beklad omwille van de symboolwaarde. Het meest beruchte incident vond plaats tijdens de demonstraties van 1989: drie dissidente kunststudenten bekogelden het portret met eieren gevuld met verf. Ze werden opgepakt en veroordeeld. Twee van hen, Yu Zijian en Lu Decheng, 'bekenden' hun fout en werden op vrije voeten gesteld. Yu Dongyue deed dit niet en bracht 17 jaar in de gevangenis door.

### Mausoleum en obelisk

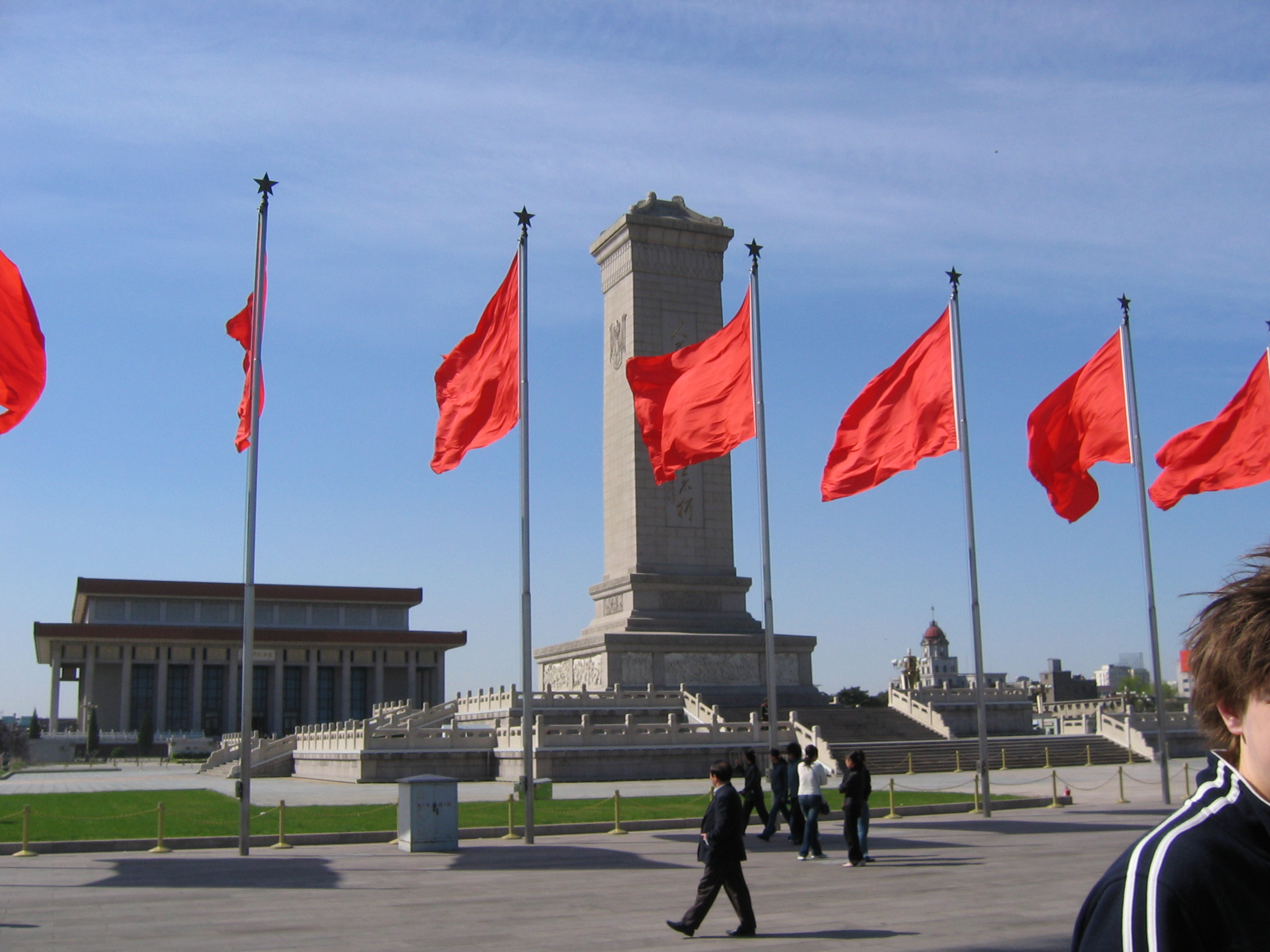
Obelisk en het mausoleum van Mao

In het midden van het plein staat het Mausoleum van Mao Zedong waar hij sinds 1976 opgebaard ligt. Bezoekers staan op het plein in een lange rij die langzaam vooruit schuifelt. Eenmaal binnen schuifelt de rij voorbij de kist, stilstaan mag niet. Veel Chinezen willen het mausoleum ten minste eenmaal in hun leven bezoeken.
Tegenover het mausoleum staat een granieten obelisk. Dit is het Monument voor de Volkshelden. Het werd op 1 mei 1958 opgedragen aan de soldaten die sneuvelden tijdens de Revolutie. Onderlangs wordt de geschiedenis van de Chinese Revolutie afgebeeld van de eerste Opiumoorlog (1839-1842) tot de oprichting van de Volksrepubliek China. Aan één kant staat een inscriptie van Mao: 'Eeuwige roem aan de Volkshelden', aan de andere zijde een tekst van Zhou Enlai. De obelisk is 37 meter hoog en weegt 70 ton.

### Grote Hal van het Volk
Aan de westkant van het plein staat de Grote Volkszaal. Het gebouw is 310 meter breed en heeft over bijna de gehele lengte zuilen. Bovengenoemde obelisk staat er midden voor. In deze Hal bevindt zich het Chinese parlement en de departementen. Er kunnen vergaderingen worden gehouden met 10.000 deelnemers. Aan een banket kunnen 5000 mensen aanzitten.

### Station
Aan het plein ligt het voormalige station van Peking. Toen dit te klein werd, werd er elders een station aangelegd, en kwamen er winkels in dit gebouw. Enkele jaren geleden is er een spoorwegmuseum van gemaakt.

### Museum
Tegenover het parlementsgebouw staat het Nationaal Museum van China. Het werd geopend in 1959 en werd in 2009 gerestaureerd. De indeling binnen is verdeeld in de periode voor 1919, toen de mei-revolutie plaatsvond, en de periode na 1919.

## Galerij

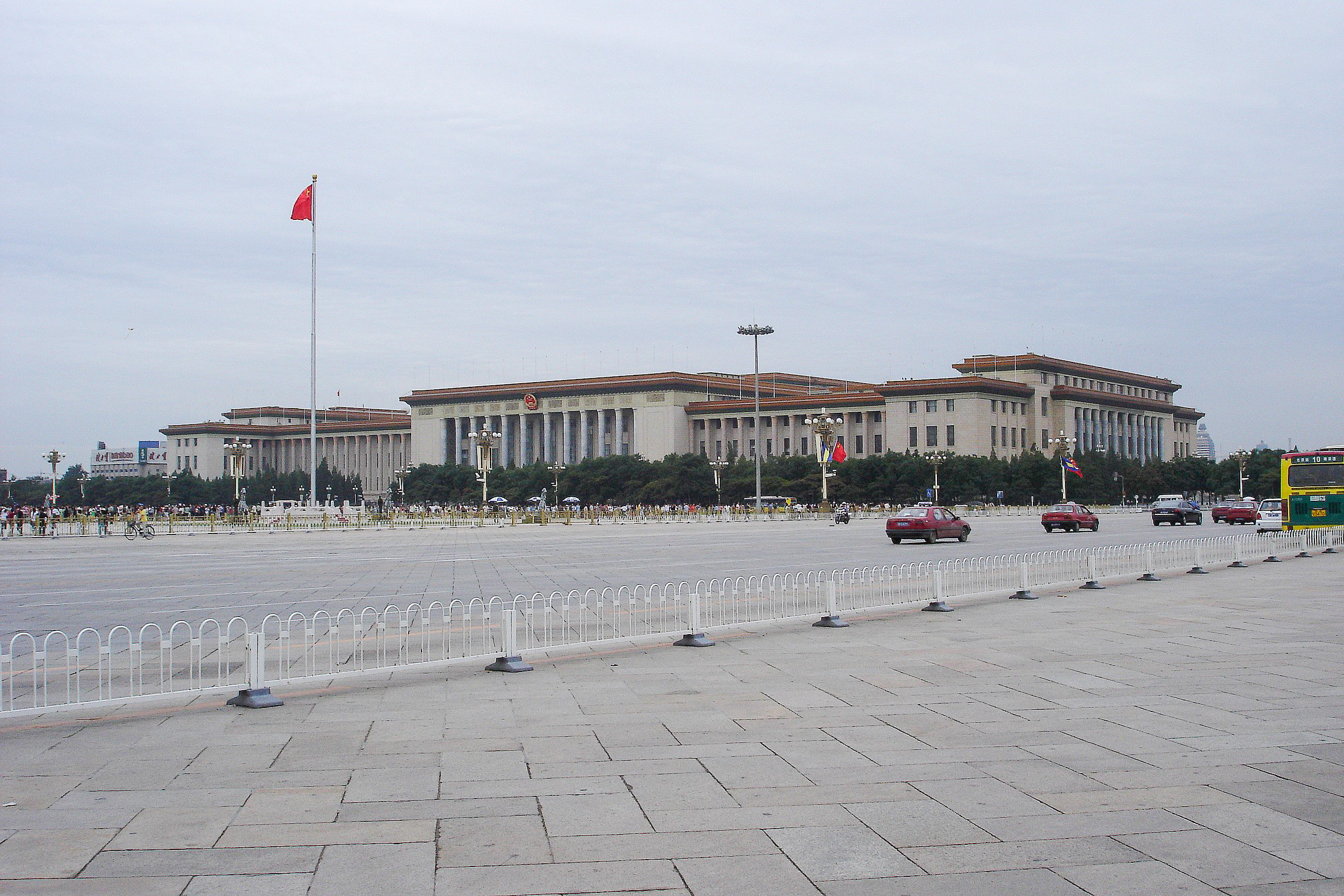
Grote Hal van het Volk
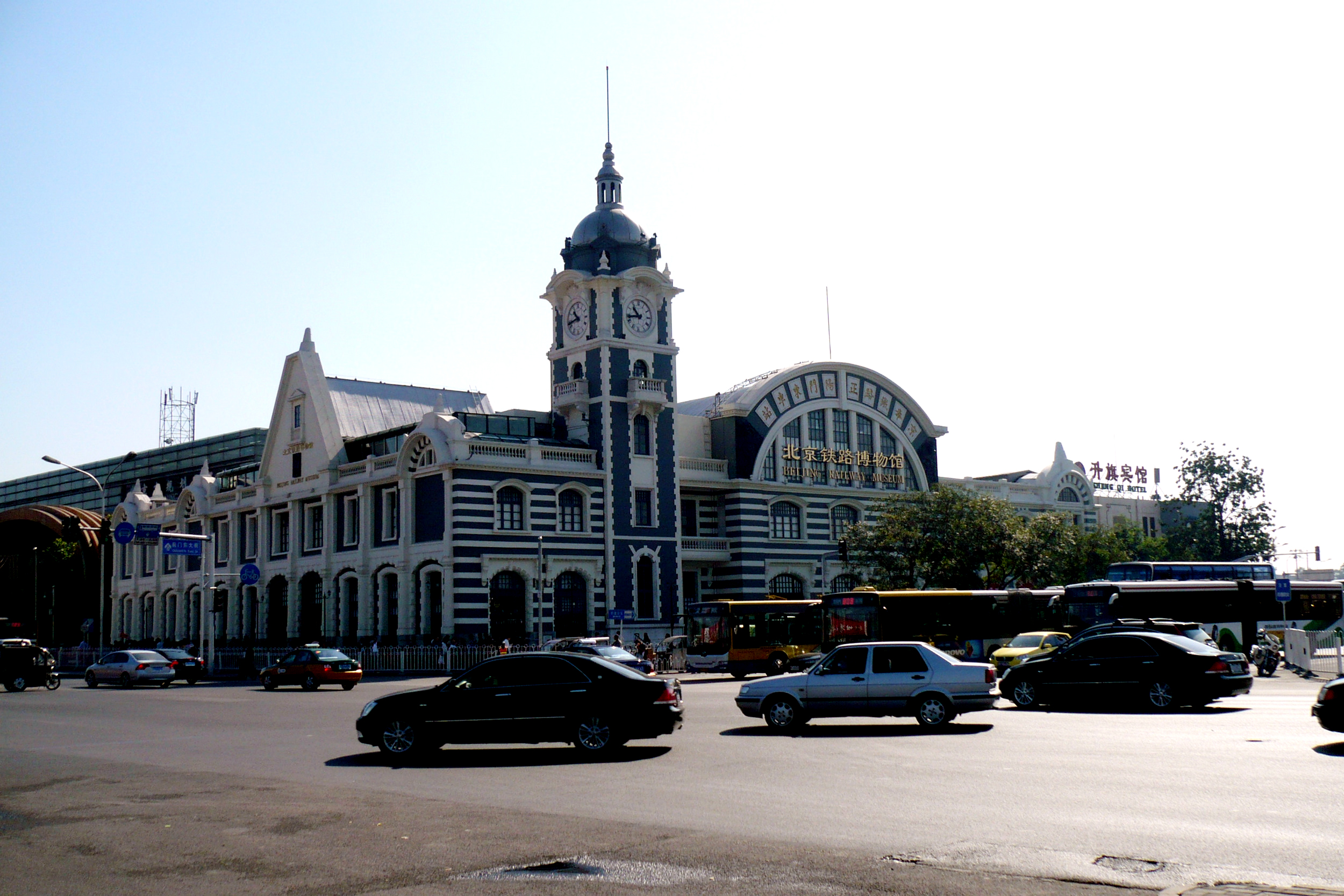
Het voormalige station van Peking
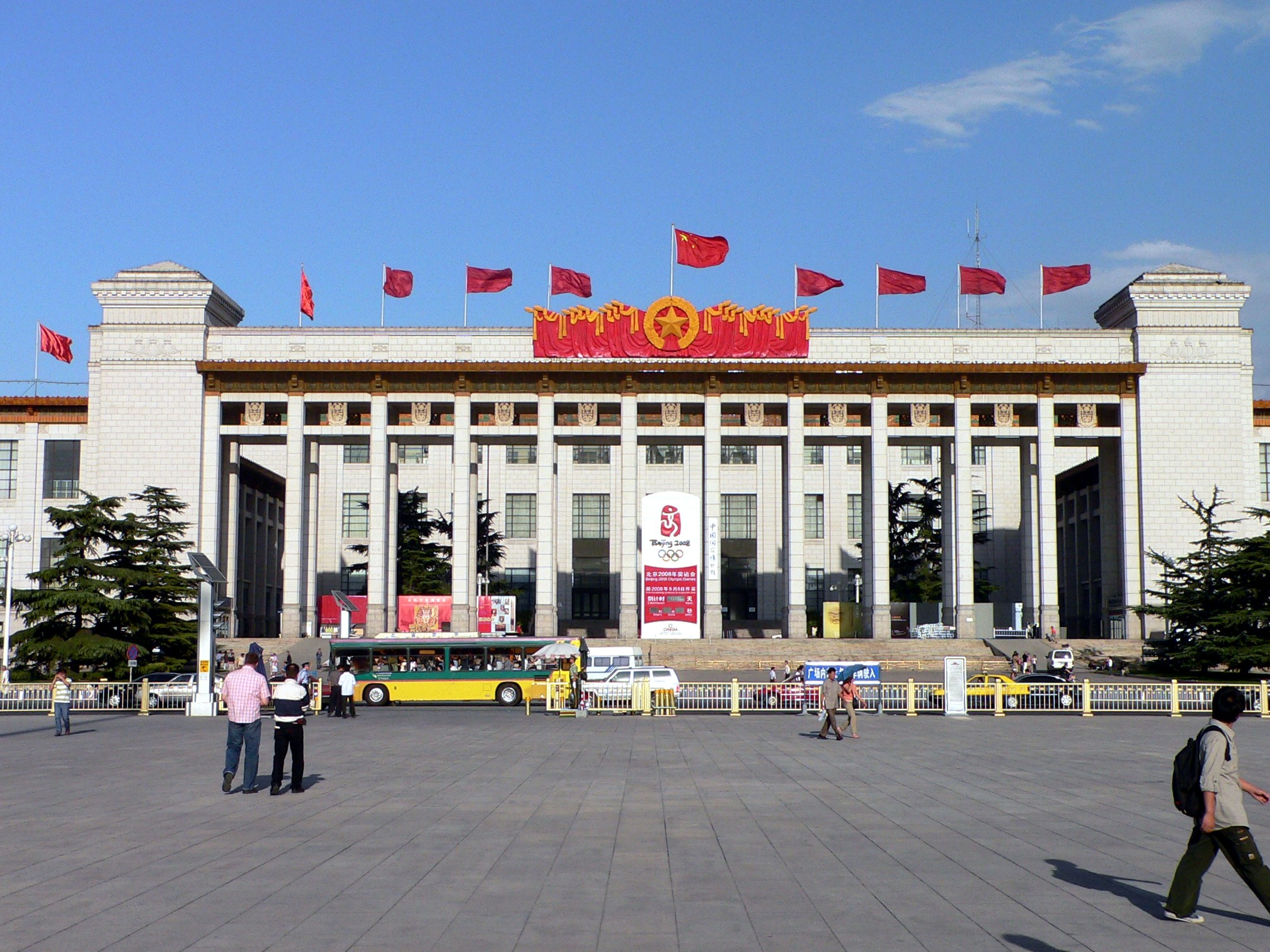
Het Nationaal Museum van China
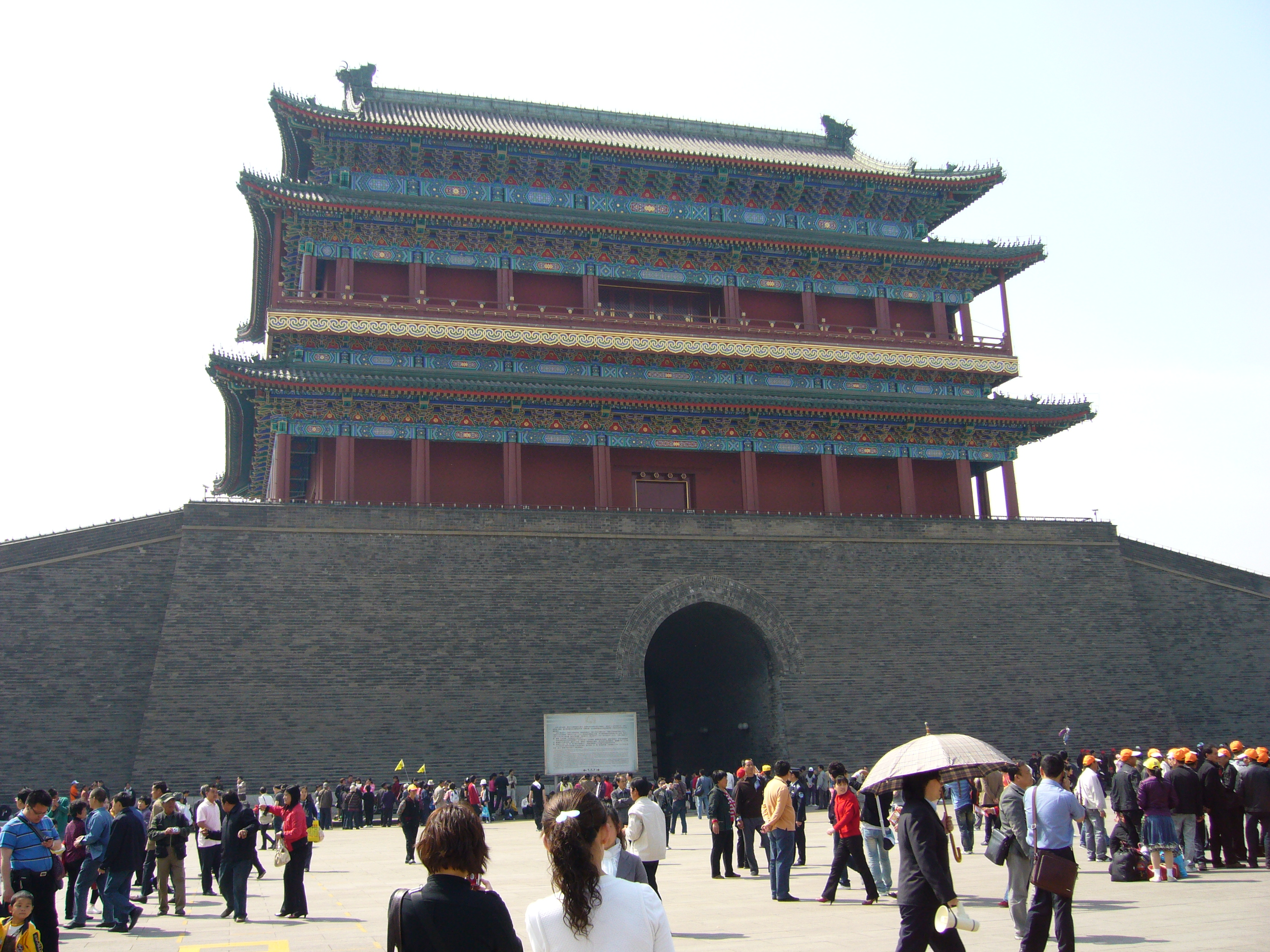
De zuidelijke poort Zhengyangmen

## Politieke gebeurtenissen
Op de reusachtige vlakte van het plein speelden zich verschillende gebeurtenissen af die van grote betekenis zijn in het moderne China.

### 1919: studentenprotest
Op 4 mei 1919 verzamelde zich hier een grote massa studenten. Ze stelden het westerse en Japanse imperialisme aan de kaak maar ook de corruptie van de eigen heersende elite. Hun eis van modernisering en democratie zou een blijvende inspiratie uitoefenen doorheen de 20e eeuw. Men ging spreken over de 4 Mei-beweging.

### 1949: uitroeping van de volksrepubliek
Op 1 oktober 1949 riep Mao vanop de Poort der Hemelse Vrede de Volksrepubliek China uit. Eerder dat jaar was ook al de triomf van de communistische opstand uitbundig gevierd op het plein.

### 1976: manifestatie
Een grootscheepse manifestatie vond plaats op 5 april 1976. De mensen waren bijeengekomen om de dood van Zhou Enlai te herdenken. Zij keerden zich tegen de totalitaire tirannie van Mao die toen op sterven lag. 's Nachts werden de enkele duizenden manifestanten die nog aanwezig waren, gewapenderhand verdreven. Zestig van hen werden onthoofd in de Grote Volkshal. Het neerslaan van de protesten werd meebeslist door Mao's vrouw Jiang Qing. Ze greep de gebeurtenissen aan om premier Deng Xiaoping onder huisarrest te plaatsen.

### 1979: Pekinese Lente
Het brandpunt van de Pekinese Lente was de Xidanstraat, waar zich de Muur van de Democratie bevond. Voor grote toespraken werd echter uitgeweken naar het Plein van de Hemelse Vrede.

### 1989: Tiananmenprotest

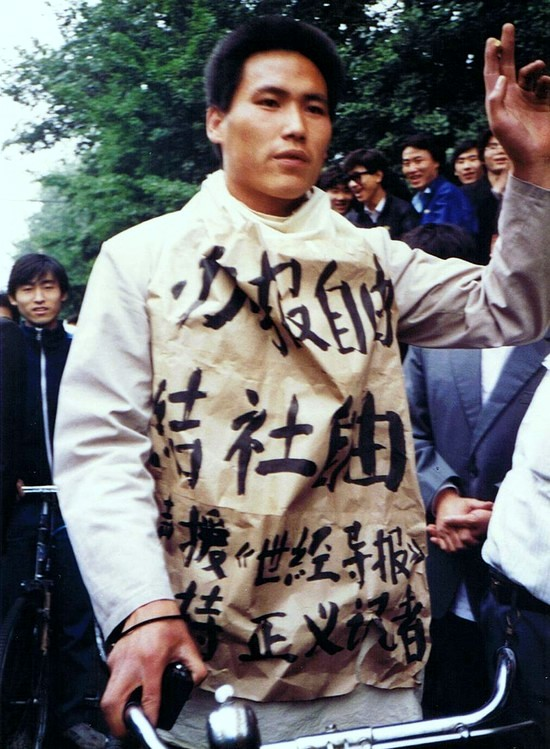
Betoger voor vrije meningsuiting (1989)

Het plein kwam internationaal in het nieuws toen op 4 juni 1989 een studentenprotest, waaraan naar schatting een miljoen studenten en burgers deelnamen, bloedig werd neergeslagen. Daarbij kwamen een onbekend aantal mensen om het leven, schattingen spreken over enkele honderden tot duizenden slachtoffers. Het was het eerste massale protest tegen de Communistische Partij van China en zijn instellingen na het einde van de Culturele Revolutie.
De protesten ontstonden na het overlijden in april 1989 van Hu Yaobang, de hervormingsgezinde secretaris-generaal van de communistische partij. Hu Yaobang was al in 1987 afgezet omdat hij te lankmoedig was opgetreden tegen studentenprotesten in 1986. De hele maand mei hielden de studenten het plein bezet, waarop zelfs een replica van het Amerikaanse Vrijheidsbeeld werd geplaatst. In de nacht van 3 op 4 juni verpletterde het Volksbevrijdingsleger met tanks in opdracht van Deng Xiaoping een onbekend aantal demonstranten. De schattingen over het aantal doden lopen uiteen van 400-800 (Amerikaanse Central Intelligence Agency) tot 2600 (Chinese Rode Kruis).

### 2013: aanslag
In 2013 vielen op het plein vijf doden en 38 gewonden bij wat waarschijnlijk een aanslag was, uitgevoerd door met een auto op een menigte in te rijden. In 2014 werden drie mannen, waarvan twee Oeigoeren, ter dood veroordeeld voor deze aanslag door een Chinese rechtbank in de westelijke stad Urumqi. Sinds de aanslag is het plein niet meer vrij toegankelijk, en dienen bezoekers zich te legitimeren. 